# Tom Hopper
Thomas 'Tom' Edward Hopper (født 28. januar 1985 i Leicestershire) er en engelsk skuespiller, der er kendt som sir Percival i BBC's tv-serie Merlin.

## Filmografi

### TV
| År        | Titel       | Rolle               | Kanal   | Noter                                                            |
| --------- | ----------- | ------------------- | ------- | ---------------------------------------------------------------- |
| 2007      | Casualty    | Hugh 'Chewy' Mullen | BBC One | Sæson 21 afsnit 31 "Stitch"                                      |
| 2008      | Kingdom     | Soldat              | ITV     | Sæson 2 afsnit 3                                                 |
| 2008      | Doctors     | Josh Mullen         | BBC One | Sæson 10 afsnit 118 "Don't Try This at Home"                     |
| 2010      | Doctor Who  | Jeff                | BBC One | Sæson 5 afsnit 1 "The Eleventh Hour"                             |
| 2010-2012 | Merlin      | Sir Percival        | BBC One | Sæson 3 (1 afsnit), Sæson 4 (12 episodes), Sæson 5 (13 episodes) |
| 2014      | Black Sails | Billy Bones         |         | Sæson 1 afsnit 1                                                 |

### Film
| År   | Titel                | Rolle      | Noter          |
| ---- | -------------------- | ---------- | -------------- |
| 2007 | Saxon                | Fishmonger |                |
| 2009 | Tormented            | Marcus     |                |
| 2013 | Grace and Danger     | Tanner     | Pre-production |
| 2013 | Knights of Badassdom | Gunther    |                |
| 2013 | Cold                 | Tom        |                |
| 2016 | Kill Ratio           | James      | CIA agent      |
| 2018 | I Feel Pretty        |            |                |